# كوري كينيدي
كوري كينيدي (بالإنجليزية: Cory Kennedy)‏ هي عارضة أمريكية، ولدت في 21 فبراير 1990 في سانتا مونيكا في الولايات المتحدة.